# Ugo Gnerucci
Ugo Gnerucci (Pisa, 29 giugno 1902 – ...) è stato un calciatore italiano.

## Carriera
Sfiorò lo scudetto con il Pisa nella Prima Categoria 1920-1921 disputando 15 partite e segnando 6 reti; in occasione della finalissima persa 2-1 contro la Pro Vercelli, fu costretto ad uscire nel corso del primo tempo a causa di una frattura alla tibia, lasciando il Pisa in dieci uomini.
Nella stagione seguente segnò una rete nel 2-2 di Milano contro l'Inter.
In totale in carriera disputò con il Pisa 34 partite segnando 10 reti.